# تنظيم الأسرة

تُعرّف خدمات تنظيم الأسرة على أنّها نشاطات تعليميّة أو طبيّة شاملة أو اجتماعيّة تُمكّن الأفراد والقاصرين منهم، من تحديد عدد أطفالهم بحرية والمباعدة بين الولادات واختيار الوسائل التي تُمكّنهم من تحقيق ذلك.

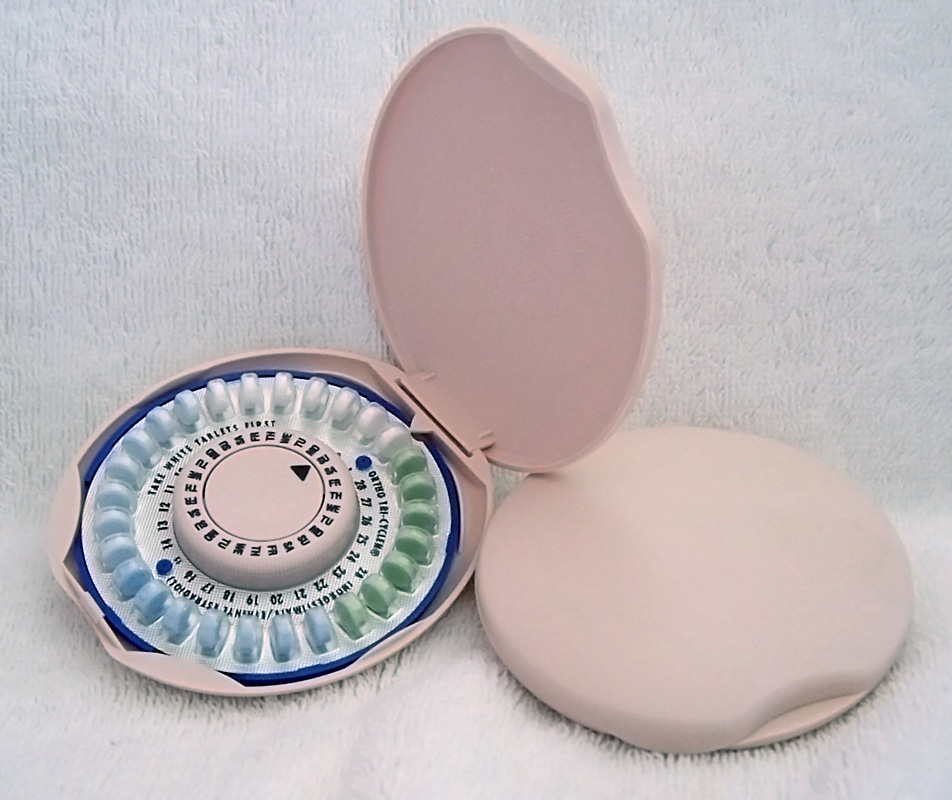
حبوب منع الحمل ظهرت عام 1960، لقد لعبت «حبوب منع الحمل» دورًا أساسيًا في تنظيم الأسرة على مدى العقود.

قد ينطوي تنظيم الأسرة على مراعاة عدد الأطفال الذين ترغب الأنثى بإنجابهم بما في ذلك اختيار عدم إنجاب أطفال، أو العمر الذي ترغب فيه إنجابَهُم. تتأثّر هذه الأمور بعوامل خارجية مثل الحالة الزوجية والاعتبارات المهنية والوضع المادي وأي إعاقات أخرى قد تؤثر على قدرة إنجاب وتربية الأطفال، إلى جانب العديد من الاعتبارات الأخرى. كما قد ينطوي تنظيمُ الأسرة في حالة النشاط الجنسي على استخدام موانع الحمل والتّقنيات الأخرى التي تخدم التّحكم بأوقات الإنجاب. تتضمّن التّقنيات الأخرى الشّائعة التربيةَ الجنسية، وتدبير وكبح الأمراض المنتقلة جنسيًا واستشارات وتدابير فترة ما قبل الحمل بالإضافة إلى تدبير حالات العقم.
يشملُ تنظيمُ الأسرة وفقًا لتعريفها المُقرّ من قبل الأمم المتحدة ومنظّمة الصحة العالمية، الخدمات المؤدية إلى الحمل كما لا يشجّع على الإجهاض كوسيلة لتنظيم الأسرة، بالرغم من تقليل استخدام وسائل منع الحمل الحاجةَ إلى الإجهاض. يستخدم أحيانًا مصطلح تنظيم الأسرة كمرادف وتلطيف عن الوصول لوسائل منع الحمل واستخدامها، بالرغم من كونها تضم أحيانًا أساليب وممارسات إلى جانب وسائل منع الحمل. وبالإضافة، يميلُ الكثيرون إلى استخدام وسائل منع الحمل بالرغم من كونهم لا يخطّطون بالضّرورة لإنشاء عائلة (على سبيل المثال المراهقون غير المتزوجون، والمتزوجون من فئة الشباب الذين يُأجّلون إنجاب الأطفال إلى ما بعد بناء مهنهم)، أصبح تنظيم الأسرة مصطلحًا ساريًا على كل الإجراءات التي تخصّ هذا المجال.
تميل المفاهيم المعاصرة لتنظيم الأسرة إلى وضع المرأة وقراراتها بالإنجاب محورَ النقاش، حيث اكتسبت مفاهيم تمكين المرأة واستقلاليتها الإنجابية صداها في أجزاء كثيرة من العالم. يُطبّق تنظيم الأسرة في العادة على زوج من الإناث والذكور  الراغبين بحد عدد الأطفال الذين لديهم و/أو التحكم بتوقيت الحمل (يعرف أيضًا بتباعد الولادات).

## الأهداف
أصدرت عام 2006 المراكز الأمريكية لمكافحة الأمراض (CDC) توصية مشجّعة الرجال والنساء على تشكيل خطة حياة إنجابيّة لمساعدتهم في تجنّب الحمل غير المتعمّد ولتحسين صحّة المرأة وتقليل المضاعفات العكسيّة النّاجمة عن الحمل. تتطلّبُ تربية الطّفل مقدارًا هائلًا من الموارد: الاجتماعيّة والماديّة والبيئيّة بالإضافة إلى الوقت، إذ يمكن للتخطيط أن يساعد في ضمان توفّر هذه الموارد. يكمنُ الهدفُ من تنظيم الأسرة في التأكّد من امتلاك أي زوج أو رجل أو امرأة لديها طفل الموارد الكافية لإتمام غايتهم.
يستطيع أي زوج أو رجل أو امرأة من خلال امتلاكهم هذه الموارد تقصّي خيارات الولادة الطّبيعيّة أو الجراحة  أو التّلقيح الصناعيّ أو التّبني. في الحالة الأخرى، يمكن للأشخاص غير الرّاغبين بإنجاب أطفال في الوقت  الآني البحث عن الموارد اللازمة لمنع الحمل كطرق تحديد النّسل أو وسائل منع الحمل أو وسائل الوقاية البدنية.
ليس هنالك صورة واضحة للتأثير الاجتماعيّ على أو ضدّ الحمل، لكن بالحديث من منحى فردي، لا يؤثّر الحمل أو عدمه بشكل ملموس على رفاهيّة الأشخاص بالنسبة لمعظمهم. أظهرت مراجعة للأدبيات الاقتصادية  حول القناعة بالحياة أن مجموعات معينة من الناس أكثر سعادة دون أطفال
- الآباء العازبون
- الآباء الذين لديهم عمل بالتوازي مع تربية الأطفال
- العازبون
- المطلّقون
- الفقراء
- الآباء لأطفال أعمارهم تزيد عن 3 سنوات
- الآباء لأطفال مرضى

أفاد بالرغم من ذلك كل من الآباء والأبناء بالتبني أنهم أكثر سعادة بعد التبني. قد يعفي التبني من تكاليف ما قبل الولادة والطفولة. على سبيل المثال، تزداد عند ذُرّيّات الآباء المسنين و/أو الأمهات في سن اليأس مخاطر العديد من المشاكل الصحية، بما في ذلك التوحد وانفصام الشخصية.

### الموارد
يمكن للعائلات أن تبذل المزيد تجاه أطفالها عندما تتمكّن النساء من الحصول على التّعليم الإضافيّ والعمل المأجور. يميل الأطفال ذوو العدد الأقل من الإخوة إلى البقاء أو الإلتزام في المدرسة لفترة أطول من أقرانهم الذين لديهم عدد أكبر من الأشقاء.تترتّب على الفتيات اللواتي يتركن المدرسة من أجل إنجاب الأطفال عواقب بعيدة المدى على مستقبلهم، ورأس المال البشري لعائلاتهم ومجتمعاتهم. يبطئ تنظيم الأسرة من النمو السكاني غير المستدام المستنزف للموارد البيئية ولجهود التنمية الوطنية والإقليمية.

### الصحة/صحة الأم
صرّحت منظمة الصحة العالمية حول صحة الأمهات:
«يشير مصطلح صحة الأمهات إلى سلامة النساء خلال فترات الحمل والولادة وما بعد الولادة. وفيما تُعتبر عادةً فترة الأمومة تجربة إيجابية ومرضية، فإنها ترتبط عند الكثير من النساء بالآلام وضعف الصحة وحتى الموت»
تحصل حوالي 99% من وفيات الأمومة في الدول الأقل تنميةً، حيث تقع أقلّ من نصفها في جنوب الصّحراء الكبرى في أفريقيا وما يقارب الثّلث في جنوب آسيا. تترافقُ مع كلٍّ من الأمومة المبكّرة والمتأخّرة أخطارٌ متنامية. إذ تواجهُ المراهقات اليافعات خطرًا أشد بحدوث المضاعفات والموت كنتيجة للحمل. يحسّنُ الانتظار حتّى بلوغ سنّ الثامنة عشر قبل محاولة الإنجاب من مستوى الأمومة وصحّة الطّفل.
من الأفضل على صحّة كلّ من الأمّ وطفلها في حالة الرّغبة بإنجاب طفل آخر بعد ولادة، الانتظار ما لا يقل من سنتين من تاريخ الولادة الأخيرة قبل الشروع بالحمل (شريطة أن لا يزيد الفاصل عن 5 سنوات). كما يستحسن صحيًا في حالة إسقاط الجنين أو الإجهاض الانتظار 6 أشهر على الأقلّ.
يجب أن تدركَ النّساء عند التّخطيط لإنشاء عائلة أن مخاطر الإنجاب تتزايدُ مع تقدّم سنّ المرأة. حيث يملك كل من النساء والرّجال المتقدّمين بالسّن احتمالًا أعلى في إنجاب أطفال مصابين بالتّوحُّد أو متلازمة داون، كما تزداد فرص الولادات المتعدّدة التي تسبّب المزيد من مخاطر الحمل المتأخّر، حيث يزداد احتمال الإصابة بالسّكري الحمليّ، والحاجة إلى الولادات القيصريّة علمًا أن أجساد النّساء المتقدّمات بالسّن ليست الوسط الأفضل لإنجاب الأطفال. تتعرّض الأمّهات المتقدّمات بالسّن لأخطارٍ أكبر إثر فترات المخاض الطّويلة ما يضع حياة الجنين على المحك.

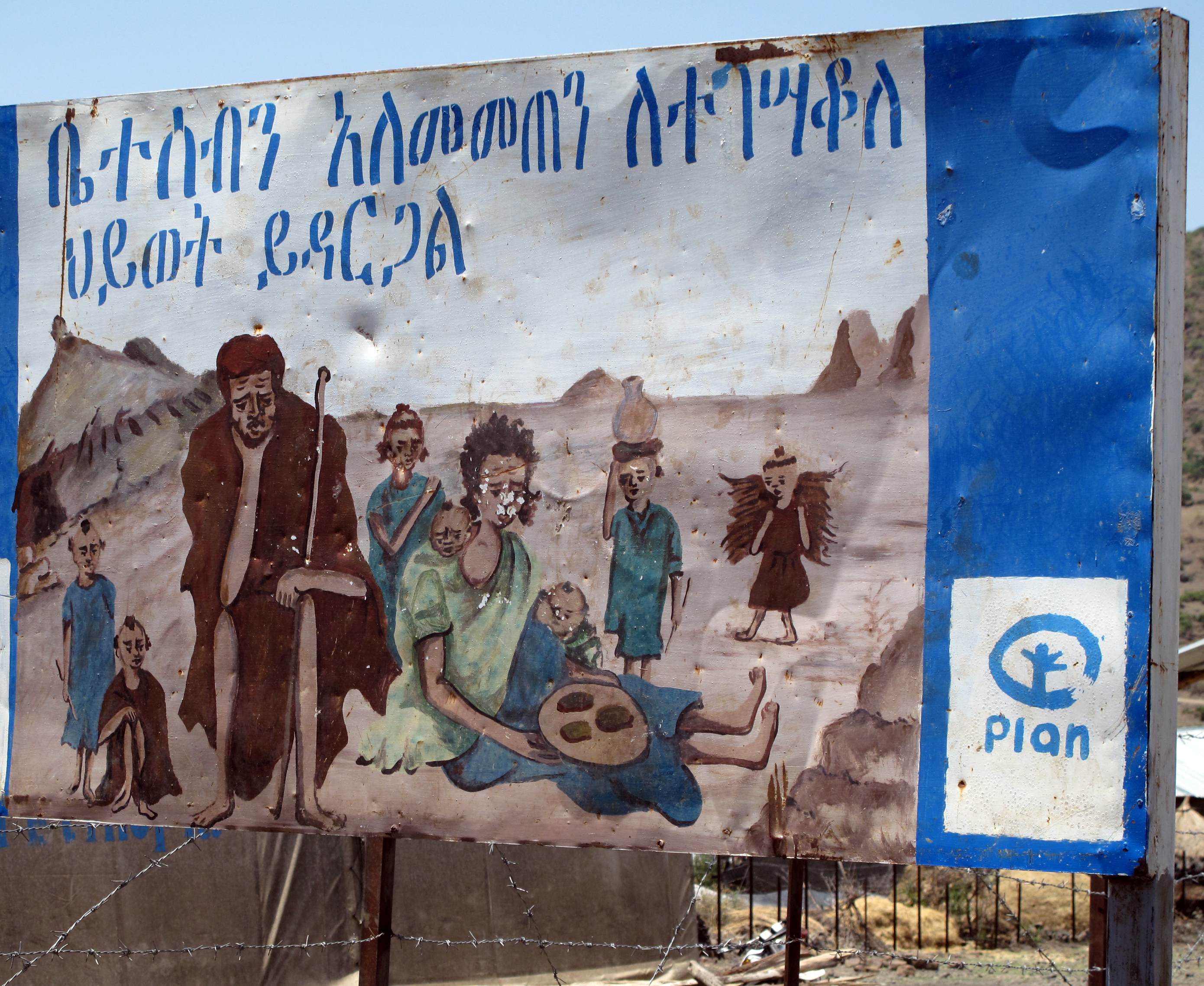
لافتة تبين الآثار السلبية لانعدام تنظيم الأسرة وضمها لعدد كبير من الأطفال والرضع (أثيوبيا) تتضمّن الأساليب الحديثة لتنظيم الأسرة تحديد النسل وتقنيات التلقيح بالمساعدة وبرامج تنظيم الأسرة.

## أساليب حديثة
يذكر نقلًا عن صندوق الأمم المتحدة للسكان (UNFPA) فيما يتعلق باستخدام وسائل الحمل الحديثة:
" تمنع وسائل منع الحمل من حالات الحمل غير المتعمّد، كما تقلّل من حالات الإجهاض والوفاة والعجز المرتبطة بمضاعفات الحمل والولادة ". وأُضيفَ: "إذا تمكّنت جميع النساء اللاتي لم يحصلن على حاجتهم من وسائل منع الحمل من استخدام الوسائل الحديثة، فبالإمكان الحد من  24 مليون حالة إجهاض إضافيّة (14 مليون حالة قد تكون غير آمنة) و6 ملايين حالة إسقاط جنين و70000 حالة وفاة بين الأمهات و500000 مولود متوفيّ.
يساعدُ برنامجُ تنظيمُ الأسرة كثيرًا في الحالات التي لا يرغب الأزواج فيها إنجاب الأطفال في الحال. أفادت دراسة تابعة لجامعة ميشيغان أن البرنامج الفيدرالي لتنظيم الأسرة قلّلَ من حالات الإنجاب بين النساء اللاتي ينتمين إلى بيئات فقيرة بنسبة 29%.
يُستخدَمُ التبني كخيار آخر لإنشاء عائلة. إذ يتوجّبُ على الأشخاص إتباع 7 خطوات عند التبني: يجب على الفرد إقرار الرغبة بالتبني  وتقديم طلب واستكمال دراسة تبنّي منزليّة والحصول على الموافقة ومن ثم اختيار طفل والحصول على بيان وضع للتبني ونهايةً جعل التبني قانونيًا.

### منع الحمل
يتوفّرُ عدد من وسائل منع الحمل للحدّ من الحمل غير المرغوب به، إذ هناك طرق طبيعيّة وكيميائيّة مختلفة، لكلٍّ منها مزاياها وعيوبها الخاصة. تتضمّنُ الطرق السلوكيّة لتجنّبِ الحمل الذي تقتضي الجماع المهبلي، العزل في الجماع ووسائل منع الحمل باعتماد التقويم المتاحة بسهولة وتكلفة أولية قليلة.
تُعدّ وسائل منع الحمل العكوسة ذات التأثير المديد مثل الجهاز اللّولب الرّحمي IUD والزرع فعّالة للغاية ومريحة، حيث أنها تتطلّب القليل من إجراءات المستخدم، لكنها قد تترافقُ مع مخاطر.
عند أخدِ تكاليف الإخفاقات بعين الاعتبار، نجدُ أنّ أجهزة اللوالب الرحمية وعمليات استئصال الأسهر أقل كلفة بكثير من الوسائل الأخرى.وبالإضافة إلى توفير وسائل منع الحمل، تحمي العوازل الذكرية و/أو الأنثوية من انتقال الأمراض المنقولة جنسيًا (STD). يمكن استخدام الواقي الذكري بمفرده، أو بالإضافة إلى طرق أخرى، لدعم الوقاية أو لمنع انتقال الأمراض المنقولة جنسيًّا (STD). كما توفِّرُ الطّرق الجراحيّة كربط البوق واستئصال الأسهر وسائلَ منع حمل مديدة التأثير للأشخاص الذين استكملوا إنشاء أسرهم.

### تقنيات التلقيح بالمساعدة
يمكنُ للمرأة التي لا تستطيع لأيّ سببٍ من الأسباب الإنجاب بالطّرق الطبيعية، أن تسعى للحصول على المساعدة، إذ تسعى بعض العائلات أو النساء للحصول على مساعدة من خلال تأجير الأرحام، حيث توافق المرأة على حمل وإنجاب طفل لزوجين أو شخص آخر.
يوجد هناك نوعان من تأجير الأرحام: التقليدية والرحمية. تستخدم في الطرق التقليدية الحامل البديلة بيوضها وتحمل الطفل للزوج المقصود. يتم هذا الإجراء في عيادة الطبيب من خلال التلقيح داخل الرحم (IUI). وضوحًا، يحمل هذا النمط من الحمل صلة وراثة بين الحامل البديلة والطفل.
يتعيّن قانونيًا على الحامل البديلة التّنازل عن أي مصلحة بالطفل بهدف إتمام انتقاله إلى الأبوين المقصودين.يحدث تأجير الأرحام عندما تُخَصَّبُ بويضة الأم أو البويضة المتبرع بها، خارج الجسم ومن ثم نقل البيضة الملقحة إلى الرحم البديل. غالبًا ما يشار إلى المرأة التي تحمل الطّفل على أنّها الحامل للحمل-gestational carrier. تكون الخطوات القانونيّة عادةً لتأكيد أبويّة الزّوج المراد أسهل من الطّريقة التّقليدية بسبب عدم وجود صلة وراثية بين الطفل والحامل.
يعدّ التّبرع بالحيوانات المنويّة شكلًا آخر من أشكال المساعدة، ويقتضي الإجراء تخصيب الحيوانات المنويّة لبويضات المرأة عن طريق التّلقيح الصّناعيّ (إما عن طريق التلقيح داخل عنق الرحم أو التلقيح في الرحم) وبشكل أقل شيوعًا عن طريق التلقيح الاصطناعي (IVF)، ولكن يمكن أيضًا تحقيق التلقيح عن طريق ممارسة المتبرع الجنس مع امرأة بغرض إتمام الحمل. تعرف هذه الطريقة باسم التلقيح الطبيعي (NI).
برسم خرائط احتياطي مبيض المرأة وحركيّة الجريبات والواسمات الحيويّة  المرتبطة بها، نتمكّن من إعطاء تنبؤ فردي حول فرص الحمل المستقبلية، ممّا يُسهّل اختيار مواعيد محدّدة لإنجاب الأطفال.

### الموارد المالية
إنّ تنظيم الأسرة من بين أكثر التداخلات الصحية فعالية من حيث الكلفة. تنبع المبالغ المدخرة عن الكلفة من انخفاض مستويات الحمل غير المتعمد، وبالمثل انخفاض معدّل الأمراض المنقولة جنسيًا بما فيه فيروس عوز المناعة البشري. بلغَ متوسط كلفة الرّعاية الصّحية ما قبل الولادة ما يقدّر بـ 7090 دولارًا للولادة الطبيعية في الولايات المتحدة عام 1996.
تقدّر وزارة الزّراعة الأمريكية متوسطَ نفقة طفل مولود عام 2007 ضمن عائلة أمريكية بـ 11000 دولار إلى 23000 دولار سنويًا على مدار 17 عام من عمر الطّفل. (يقدّر إجمالي النفقات المعدّلة حسب التّضخم السّكاني: 196000 دولار إلى 393000 دولار، بالاعتماد على دخل الأسرة. تنخفض التّكلفة بحسب عمر الطّفل ونوع المصاريف والمنطقة. كما تتفاوت النفقات بحسب عدد الأطفال (إذ ينفق على الطفل الواحد مبلغًا أكبر بـ 24%، فيما يُنفق على 3 أطفال أو أكثر كلفة أقل من كلفة كل طفل على حدى).
للاستثمار في تنظيم الأسرة فوائد اقتصاديّة واضحة، إذ أنّه يساعد البلدان على تحقيق توزيعها الديموغرافي، ما يعني أنّه يمكن لإنتاجية البلدان التزايد عندما يتواجد مزيد من أفراد القوى العاملة وقليل من الأفراد المعالين. ونقلًا عن صندوق الأمم المتحدة للسكان أن مقابل كل دولار يتم استثماره في وسائل منع الحمل، يتم تخفيض تكلفة الرعاية المتعلقة بالحمل مقدار 1.47 دولار.ويضيف: "يتراوح مبلغ فرصة العمر المتعلّق بحمل المراهقات - وهي مقدار الدّخل السّنوي الذي يفوت الأم الشاّبة (بسبب حملها) على مدار حياتها - من 1% من النّاتج المحليّ الإجمالي السّنويّ في بلد كبير مثل الصّين إلى 30% من النّاتج المحليّ الإجماليّ السّنوي عند اقتصاد صغير مثل أوغندا. بإمكان الفتيات المراهقات في كل من البرازيل والهند من خلال الانتظار حتى أوائل العشرينيات من العمر لإنجاب الأطفال، أن تساهمن في رفع الإنتاجيّة الاقتصاديّة حتّى تبلغ أكثر من 3.5 مليار دولار و 7.7 مليار دولار على التّتالي.
تُصنف الإتاحة العالميّة لوسائل منع الحمل في مشروع كوبنهاغن كونسينسس الذي أنتجه الحائزون على جائزة نوبل بالتعاون مع الأمم المتحدة، ثالث أعلى مبادرة سياسية في المنافع الاجتماعية والاقتصادية والبيئية لكل دولار ينفق. سيؤدي توفير إمكانيّة الإتاحة العالميّة لخدمات الصّحة الجنسيّة والإنجابيّة والقضاء على الحاجة غير الملبّاة من وسائل منع الحمل إلى انخفاض في عدد الوفيات حديثي الولادة بمقدار 640000 حالة، وانخفاض عدد وفيات الأمهات خلال الحمل بنسبة 150000 وبالمثل انخفاض عدد الأطفال الذين يفقدون أمهاتهم بمقدار 600000 طفل. ستواجه المجتمعات في الوقت ذاته عددًا أقل من المعالين والمزيد من النّساء في صفوف القوى العاملة، ما يؤدّي إلى نموّ اقتصادي أسرع. ستبلغُ حينها تكاليف الإتاحة العالمية لوسائل منع الحمل حوالي 3.6 مليار دولار سنويًا، إلا أن الفوائد ستفوق 400 مليار دولار سنوياً وتخفض وفيات الأمهات خلال الحمل بمقدار 150000.

### الوعي بالخصوبة
يشيرُ الوعي بالخصوبة إلى مجموعة من الممارسات المستخدمة لتحديد مراحل الخصوبة والعقم في الدورة الشهرية للمرأة. يمكن استخدام طرق التوعية بالخصوبة لتجنب الحمل، أو لتحقيق الحمل، أو كطريقة لمراقبة صحة النساء. وقد عرفت طرق تحديد الأيام غير المخصبة منذ العصور القديمة، ولكن المعرفة العلمية المكتسبة خلال القرن الماضي زادت من عدد وتنوع الأساليب. يمكن استخدام طرق مختلفة، فيما حققت طريقة المؤشرات المتعددة معدلات نجاح تتجاوز 99% عند استخدامها بالشكل السليم.
تُستخدم هذه الأساليب لأسباب مختلفة: لا توجد أيّة آثار جانبية متعلقّة بالدواء، كما أنها مجانيّة الاستخدام ولا تقتضي إلا تكلفة قليلة مقدَمّة، وفعّالة بالحالتين، أو لأسباب دينية (تشجّع الكنيسة الكاثوليكية هذه الأساليب كونها طرق الشّكل المقبول الوحيد لتنظيم الأسرة والذي يطلق عليه تنظيم الأسرة الطّبيعيّة). تَكمُنُ عيوبه بتطلّبه إمّا الامتناع أو طريقة حماية احتياطيّة في الأيام الخصبة، وعادةً ما يكون الاستخدام التقليديّ أقلّ فعالية من الطّرق الأخرى، كما أنّه لا يحمي من الأمراض المنقولة جنسيًا.

### حملة إعلامية
تدعمُ الأبحاث الحديثة التي تستند إلى دراسات استقصائيّة نموذجيّة على المستوى الوطني وجودَ ارتباط قويّ بين حملات وسائل الإعلام لتنظيم الأسرة واستخدام وسائل منع الحمل، حتى بعد التّحكم في المتغيرات الاجتماعية والديموغرافية. إذ وجد المسح الديموغرافي والصحي لكينيا عام 1989 أن نصف النساء اللواتي تذكّرن سماعهم أو رؤيتهم رسائل تنظيم الأسرة في الإذاعة والطّباعة والتلفاز قد استخدموا وسائل منع الحمل، بالمقارنة مع 14% ممّن لم يتذكروا رسائل تنظيم الأسرة في وسائل الإعلام، حتى بعد مرور زمن من معرفتهم. تمّ أخذ الإقامة والحالة الاجتماعيّة الاقتصاديّة بعين الاعتبار.
قاد قسم التثقيف الصّحي التّابع لوزارة الصحة مشروعَ الاتصال لتنظيم الأسرة في تنزانيا فترة ما بين كانون الثاني /يناير 1991 وكانون الأول /ديسمبر 1994، وهو مشروع مموّل من الوكالة الأمريكية للتّنمية الدّولية USAID)). يهدفُ البرنامج إلى تثقيف الرّجال بشكل عام والرجال في سنّ الإنجاب حول طرق منع الحمل الحديثة. وتضمّنت القنوات والمنتجات الإعلامية الرئيسيّة برامج إذاعيّة ومسلسلات إذاعيّة وأنشطة ترويج شعار نظام النّجمة الخضراء/ غرين ستار (الذي يحدد المواقع التي تتوفّر فيها خدمات تنظيم الأسرة)، بالإضافة إلى الملصقات والنّشرات والصّحف وأشرطة الكاسيت.
بالتزامن مع التّدخلات الأخرى غير المتعلقة بالمشروع والتي رعتها وكالات تنزانية ودولية أخرى بين عامي 1992 و 1994، زاد استخدام وسائل منع الحمل بين النّساء اللواتي تتراوح أعمارهن بين 15 و 49 من 5.9% إلى 11.3%. انخفض معدل الخصوبة الكليّ من 6.3 ولادة مدى الحياة لكل فرد بين عامي 1991 و 1992 إلى 5.8 عام 1994.

## المقدمين

### الدعم الحكومي المباشر
يشملُ الدّعم الحكوميّ المباشر لتنظيم الأسرة توفير التّعليم والإمدادات لتنظيم الأسرة من خلال المرافق التي تديرها الحكومة مثل المستشفيات والعيادات والمراكز والمواقع الصحية وعبر العاملين الحكوميين في الميدان.
قدمت عام 2013، 160 حكومة من أصل 197 دعمًا مباشرًا لتنظيم الأسرة، منهم عشرون بلدًا فقط قدموا دعماً غير مباشر من خلال القطاع الخاص أو المنظمات غير الحكومية، فيما لم تدعم 17 حكومة تنظيم الأسرة. استمر الدعم الحكومي المباشر بالزيادة في البلدان النامية من 82% عام 1996 حتى بلغ 93% عام 2013، إلا أنّه يتناقص في البلدان المتقدمة من 58% عام 1976 إلى 45% عام 2013. أَمّنت  97% من أمريكا اللاتينية ومنطقة البحر الكاريبي و 96% من أفريقيا و 94% من حكومات أوقيانوسيا الدعمَ المباشر لتنظيم الأسرة. بينما تدعم في أوروبا نسبة 45% فقط من الحكومات دعمًا مباشرًا لتنظيم الأسرة. ومن بين 172 بلداً تتوفر فيها البيانات المتاحة في عام 2012، نفذ 152 بلدًا تدابير حقيقية لزيادة إمكانية وصول المرأة إلى وسائل تنظيم الأسرة من عام 2009 إلى 2014. شمل ذلك 95% من الدول النامية و 65% من الدول المتقدمة.

### القطاع الخاص
يشمل القطاع الخاص المنظمات غير الحكومية والمنظمات الدينية التي تقدم عادة خدمات مجانية أو مدعومة لمقدمي الخدمات الطبية، والصيدليات ومؤسسات الأدوية التجارية التي تهدف إلى تحقيق الربح. يمثل القطاع الخاص حول خمسي مورّدي وسائل منع الحمل في جميع أنحاء العالم. تستطيع المنظمات الخاصة توفير أسواق مستدامة لخدمات منع الحمل من خلال التسويق الاجتماعي والامتيازات الاجتماعية والصيدليات.
يستخدم التسويق الاجتماعي تقنيات التسويق لتحقيق التغيير السلوكي تزامنًا مع توفير وسائل منع الحمل، كما يقلّل من خلال الاستفادة من مقدمي الخدمات الخاصة من الفوارق الجغرافية والاجتماعية والاقتصادية ويصل إلى متناول الرجال والفتيان.
يقوم الامتياز الاجتماعي بتصميم علامة تجارية لموانع الحمل بغية توسيع سوق موانع الحمل. توفر مؤسسات الأدوية التجارية والصيدليات الرعاية الصحية في المناطق الريفية والأحياء الفقيرة في المدن حيث لا يتواجد إلا عدد قليل من العيادات العامة. كما تعدّ مسؤولة عن معظم وسائل منع الحمل التي يقدمها القطاع الخاص جنوب الصحراء الكبرى في أفريقيا، ولا سيما بالنسبة للعوازل الذكرية/الواقيات الذكرية والحبوب والحقن المانعة للحمل في الحالات الطارئة. وقد أدى توفير الأدوية ووسائل منع الحمل الطارئ منخفضة التكلفة في جنوب أفريقيا والعديد من البلدان متدنية الدخل إلى زيادة إمكانية الحصول عليها.
تساعد سياسات وبرامج مكان العمل في توسيع نطاق الوصول إلى معلومات تنظيم الأسرة. قامت جمعية الإرشاد الأسري في إثيوبيا والتي تعمل مع أكثر من 150 مؤسسة لتحسين الخدمات الصحية، بتحليل النتائج الصحية في مصنع واحد على مدى 10 سنوات، فوجدت تراجعًا في عدد حالات الحمل غير المتعمد والأمراض المنتقلة عن طريق الاتصال الجنسي وكذلك الإجازات المرضية. ارتفع استخدام وسائل منع الحمل من 11% حتى 90% بين عامي 1997 و 2000. اشتركت رابطة تصنيع الملابس الجاهزة ببنغلادش مع منظمات تنظيم الأسرة لتوفير التدريب ووسائل منع الحمل المجانية في عيادات المصانع، مما خلق إمكانية الوصول إلى الآلاف من موظفي المصنع.

### المنظمات غير الحكومية (NGOs)
يمكن للمنظمات غير الحكومية أن تلبي احتياجات الفقراء المحليين من خلال تحفيز مساعدة الذات والمقاسمة، بالإضافة إلى فهم الخفايا الاجتماعية والثقافية والعمل على الروتين الحكومي عندما لا تلبي الحكومات احتياجات ناخبيها بشكل كافٍ. يمكن لمنظمة غير حكومية ناجحة أن تدعم خدمات تنظيم الأسرة حتى عندما يكون البرنامج الوطني مهددًا من قبل القوى السياسية. كما يمكنها أن تساهم في إبلاغ سياسة الحكومة أو تطوير البرامج أو تنفيذ البرامج التي لن تقوم الحكومة بتنفيذها أو لا تستطيع تنفيذها.

## الرقابة الدولية
تعتبر برامج تنظيم الأسرة الآن جزءًا أساسيًا من إستراتيجية التنمية الشاملة. تعكس أهداف الأمم المتحدة الإنمائية للألفية (التي استبدلت الآن بأهداف التنمية المستدامة) هذا الإجماع الدولي. وأكد مؤتمر قمة لندن لعام 2012 بشأن تنظيم الأسرة والذي استضافته حكومة المملكة المتحدة ومؤسسة بيل وميليندا غيتس، أكّد الالتزامات السياسية ورفع الأموال المخصصة للمشروع وتعزيز دور تنظيم الأسرة في التنمية العالمية. نتج عن قمة لندن المنعقدة عام 2012 حول تنظيم الأسرة برنامج تنظيم الأسرة 2020/FP2020 ، حيث التزمت أكثر من 20 حكومة بتكفّل السياسة والتمويل والتسليم والحواجز الاجتماعية والثقافية التي تحول دون وصول النساء إلى وسائل وخدمات منع الحمل.
إنّ FP2020 حركة عالمية تدعم حقوق المرأة لتقرر بنفسها  التوقيت الذي تريد به إنجاب الأطفال وعددهم. تعتبر التزامات البرنامج مخصصة لكل بلد، بيد أن الأهداف العامة مشتركة عملًا ببرنامج مؤتمر 1995. تستضيف مؤسسة الأمم المتحدة  برنامج FP2020 وتعمل لدعم إستراتيجية الأمين العام للأمم المتحدة العالمية من أجل صحة النساء والأطفال والمراهقين.
يعد صندوق الأمم المتحدة للسكان أكبر مصدر دولي في العالم لتمويل برامج السكان والصحة الإنجابية. حدد المؤتمر الدولي للسكان والتنمية عام 1994 الأهداف الرئيسية لبرنامج عمله:
- الوصول العالمي لخدمات الصحة الإنجابية بحلول عام 2015
- التعليم الابتدائي الشامل، وهدم الفجوة بين الجنسين في التعليم مع قدوم عام 2015
- خفض معدل وفيات الأمهات خلال الحمل بنسبة 75% بحلول عام 2015
- خفض معدل وفيات الرضع
- زيادة متوسط العمر المتوقع عند الولادة
- خفض معدلات الإصابة بفيروس عوز المناعة البشرية في الأشخاص الذين تتراوح أعمارهم بين 15-24 سنة بنسبة 25% في أكثر البلدان تضرراً مع مطلع عام 2005، وبنسبة 25% عالميًا بحلول عام 2010

قدّرت منظمة الصحة العالمية والبنك الدولي مبلغ 3 دولارات للشخص الواحد سنويًّا على أنّه سيوفر الرعاية الأساسية للأسرة والرعاية الصحية للأمهات والأطفال حديثي الولادة في البلدان النامية. ويشمل ذلك وسائل منع الحمل والرعاية قبل الولادة وبعدها بالإضافة إلى تنظيم الأسرة بعد الولادة وترويج العوازل الذكرية لمنع انتقال الأمراض جنسيًا.

## التدخل القسري في تنظيم الأسرة

### التعقيم الإلزامي
يسعى برامج التعقيم الإلزامي أو سياسة الحكومة لإجبار الناس على الخضوع لعملية تعقيم جراحية دون الحصول على موافقتهم بشكل حر. يتعرّض الناس من المجتمعات المُهمّشة للتعقيم الإلزامي بشكل أكبر. إذ حدث التعقيم الإلزامي بالسنوات الأخيرة في أوروبا الشرقية (ضد نساء روما)، وفي بيرو (خلال تسعينيات القرن الماضي ضد نساء الشعوب الأصلية). فيما كان الهدف من سياسة الطفل الواحد في الصين، الحد من تزايد عدد السكان، إلا أنه اقتضى في بعض الحالات إجراء التعقيم الإلزامي.

### الاعتداء الجنسي
يمكن للحمل أن ينتج عن الاغتصاب، إذ قد يحدث الاغتصاب في مجموعة متنوعة من الحالات بما في ذلك الاغتصاب خلال الحرب والبغاء القسري والاغتصاب الزوجي. قدّر المكتب الوطني للسكان في راوندا أن ما بين 2000 و 5000 طفل قد ولدوا نتيجة العنف الجنسي المرتكب خلال الإبادة الجماعية، إلا أن جماعات الضحايا أفادت عددًا يقدر بأكثر من 10000 طفل.

## تنظيم الأسرة وحقوق الإنسان والتنمية
يعتبر الوصول إلى تنظيم الأسرة الآمن والطوعي حقًّا من حقوق الإنسان وهو عنصر رئيسي للمساواة بين الجنسين وتمكين المرأة والحد من الفقر. يقول صندوق الأمم المتحدة للسكان (UNFPA) أن قرابة 225 مليون امرأة ممن يرغبن في تجنب الحمل لا يستخدمن طرقًا آمنة وفعالة لتنظيم الأسرة لأسباب تتباين بين عدم الوصول إلى المعلومات أو الخدمات إلى نقص الدعم من شركائهن أو مجتمعاتهن، حيث تعيش معظم هؤلاء النساء اللواتي لديهن حاجة غير ملباة لوسائل منع الحمل في 69 من أفقر البلدان على وجه الأرض.
مكّن تنظيم الأسرة على مدار السنوات الخمسين الماضية والقائم على أساس الحق، مكّن من تحطيم دائرة الفقر مما أدى إلى إنقاذ ملايين النساء والأطفال. وأضاف صندوق الأمم المتحدة للسكان:
«تم الإجماع العالمي على أن تنظيم الأسرة هو حق من حقوق الإنسان وُثّقَ في المؤتمر الدولي للسكان والتنمية عام 1994، بالبند الثامن من برنامج العمل: يتمتع جميع الأزواج والأفراد بالحق الأساسي في أن يقرروا بحرية ومسؤولية عدد أطفالهم والمباعدة بين الولادات، بالإضافة إلى حصولهم على المعلومات والتعليم والوسائل للقيام بذلك.»
يعدّ الوصول الشامل لتنظيم الأسرة باعتباره جزء من أهداف الأمم المتحدة الإنمائية للألفية (MDGs)، أحد العوامل الرئيسية التي تساهم في التنمية والحد من الفقر. يخلق تنظيم الأسرة فوائد في مجالات مثل المساواة بين الجنسين وصحة المرأة وإتاحة التعليم الجنسي والتعليم العالي، والتحسينات على صحة الأم والطفل. لاحظ أن الأهداف الإنمائية للألفية قد حلت محلها أهداف التنمية المستدامة.
يفيد صندوق الأمم المتحدة للسكان ومعهد غوتماشر أنّ: «يمكن لخدمة جميع النساء في البلدان النامية التي لديها حالياً حاجة غير ملبّاة من وسائل منع الحمل الحديثة أن يمنع 54 مليون حمل إضافي غير متعمد، تضم 21 مليون ولادة غير مخطط لها، و 26 مليون حالة إجهاض وسبعة ملايين حالة إجهاض تلقائي؛ من شأن ذلك أن يمنع أيضًا 79000 حالة وفاة أمومة و 1.1 مليون حالة وفاة رضيع».

## مقايضة الكمية بالنوعية
يؤدي وجود الأطفال إلى مقايضة الكمية بالنوعية، إذ يجب على الآباء تحديد عدد الأطفال ومقدار الاستثمار في مستقبل كل طفل. تخلق التكلفة الهامشية المتزايدة للنوعية (نفقات الطفل) بأخذ الكمية (عدد الأطفال) بعين الاعتبار، مقايضة بين الكمية والنوعية. تعني مقايضة الكمية بالنوعية أن السياسات التي ترفع فوائد الاستثمار في جودة حياة الطفل ستولد مستويات أعلى من رأس المال البشري، فيما أنّ السياسات التي تخفض تكاليف إنجاب الأطفال قد يكون لها عواقب سلبية غير متعمّدة على النمو الاقتصادي في المدى الطويل. يتأثر الآباء عند تحديد عدد الأطفال بمستوى دخلهم والعائد الملموس لاستثمار رأس المال البشري، بالإضافة إلى المعايير الثقافية المتعلقة بالمساواة بين الجنسين. يسمح التحكم بمعدلات الولادة للأسر برفع قوة العائدات المستقبلية للجيل القادم.

## وصلات خارجية
- A World too Full of People by Mary Fitzgerald, NewStatesman, August 30, 2010
- Reproline-Family Planning JHPIEGO affiliate of Johns Hopkins University